# Charles Aznavour
Charles Aznavour, nome d'arte di Shahnourh Varinag Aznavourian (in armeno: Շահնուր Վաղինակ Ազնավուրյան ; Parigi, 22 maggio 1924 – Mouriès, 1º ottobre 2018), è stato un cantautore, attore e diplomatico francese di origine armena.
Noto per la caratteristica voce tenorile vibrata, nella sua carriera ultra settantennale Aznavour ha venduto oltre 300 milioni di dischi e registrato più di 1 200 canzoni in nove lingue diverse (tra cui in italiano e napoletano), scrivendo o co-scrivendo più di mille canzoni. È ampiamente considerato uno dei più influenti musicisti di tutti i tempi, oltre ad essere un'icona della cultura francese e di quella armena. Per questi motivi è stato descritto come una "divinità del pop francese" dal critico musicale statunitense Stephen Holden.
Insignito dal presidente Chirac della Legion d'onore nel 2004 per il lustro conferito alla nazione francese, nel 2009 venne nominato ambasciatore armeno in Svizzera e all'Ufficio ONU a Ginevra. Nel 2010 riceve a Venezia, con il patrocinio del Ministero della Cultura, il "Premio Lunezia nel Mondo", per avere evoluto con il talento interpretativo il valore musical-letterario delle canzoni.

## Biografia

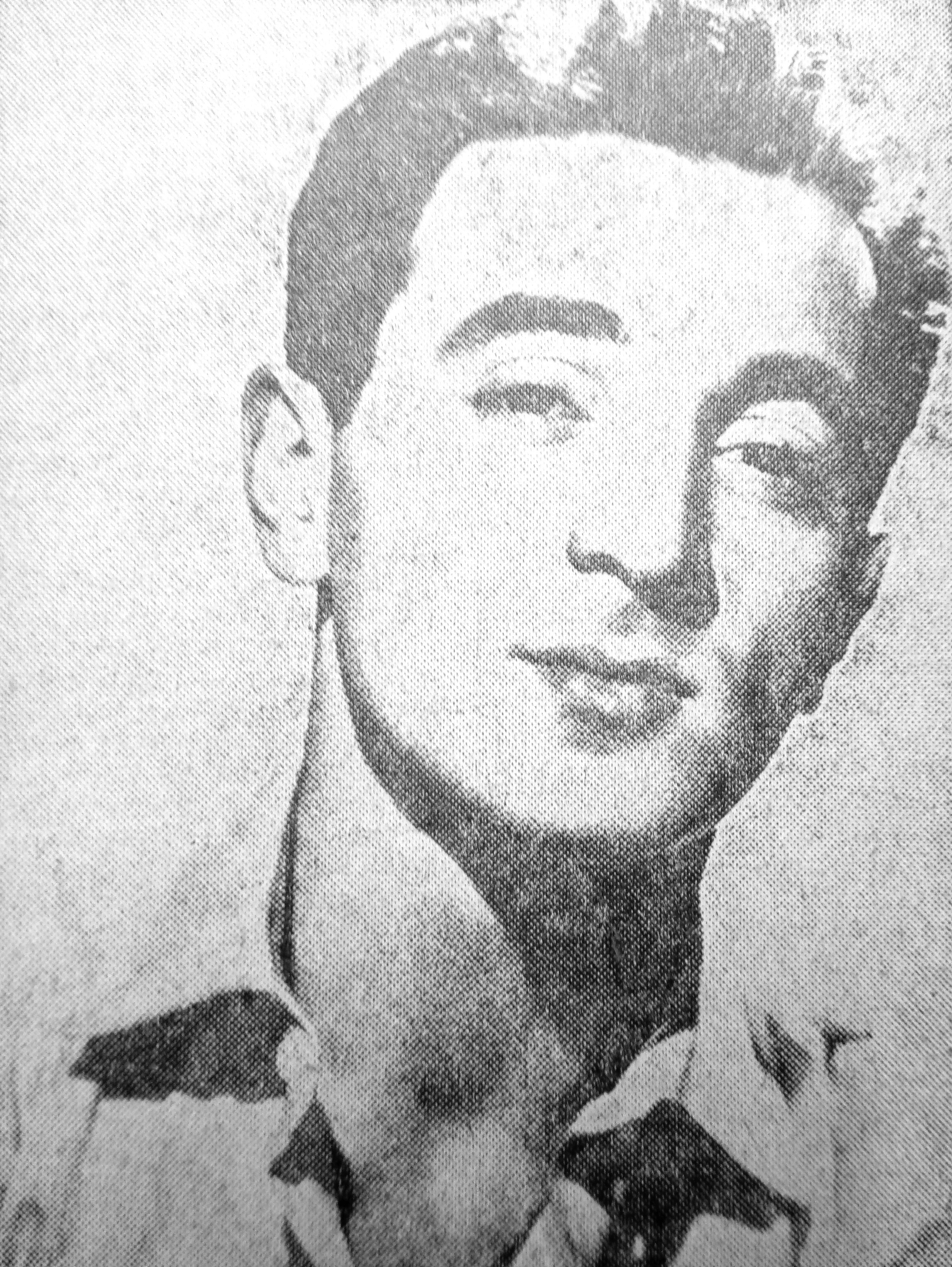
Charles Aznavour nel 1956

Charles Aznavour nacque a rue d'Assas, nel VI arrondissement di Parigi, il 22 maggio del 1924 da genitori armeni: Micha Aznavourian, originario di Akhaltsikhe (nell'odierna Georgia), figlio del cuoco del governatore russo d'Armenia, e di Knar Baghdassarian, originaria di Adapazarı (nell'odierna Turchia), figlia invece di benestanti commercianti, sopravvissuta al genocidio armeno.
Fin da giovane viene inserito dai genitori nel mondo teatrale parigino, iniziando l'attività artistica all'età di nove anni con il nome d'arte di Aznavour. Il suo colpo di fortuna giunge nel 1946, quando viene scoperto da Édith Piaf, che lo porta in tournée in Francia, negli Stati Uniti d'America e in Canada. Se nel 1950 raggiunge la notorietà sul mercato francofono, sei anni dopo diventa una vera e propria star grazie alle esibizioni all'Olympia e alla canzone Sur ma vie, che arriva in prima posizione per quattro settimane.
Negli anni sessanta rafforza la sua fama con una serie di successi, a partire da Tu t'laisses aller (1960), prima in classifica in Francia per tre settimane, Il Faut Savoir (1961), prima per 15 settimane, proseguendo con La mamma (1963), che nel febbraio 1964 arriva al primo posto, Et Pourtant, prima per cinque settimane, For Me Formidable (1964) e Que c'est triste Venise (1964), La Bohème (1965), che nel 1966 arriva prima per tre settimane, per finire con Désormais (1969).
Gli anni settanta si aprirono con una polemica sul suo esilio fiscale in Svizzera. In questo periodo l'artista intensificò le sue apparizioni sul mercato italiano, riproponendo in versione italiana anche alcuni suoi vecchi "cavalli di battaglia".
La maggior parte delle canzoni di Aznavour parlano d'amore e nella sua lunga carriera ne ha scritte oltre mille. Il fatto che cantasse in diverse lingue (francese, inglese, italiano, spagnolo, tedesco e russo) gli ha consentito di esibirsi in tutto il mondo divenendo ovunque molto famoso. Ha cantato alla Carnegie Hall e in tutti i maggiori teatri, duettando con star internazionali come Nana Mouskouri, Liza Minnelli, Sumiva Moreno, Compay Segundo, Céline Dion e, in Italia, con Mia Martini, Milva e Laura Pausini.
Iva Zanicchi è la sola cantante italiana con la quale ha collaborato a un intero LP, Caro Aznavour nel 1971 e presentato insieme a Senza rete.

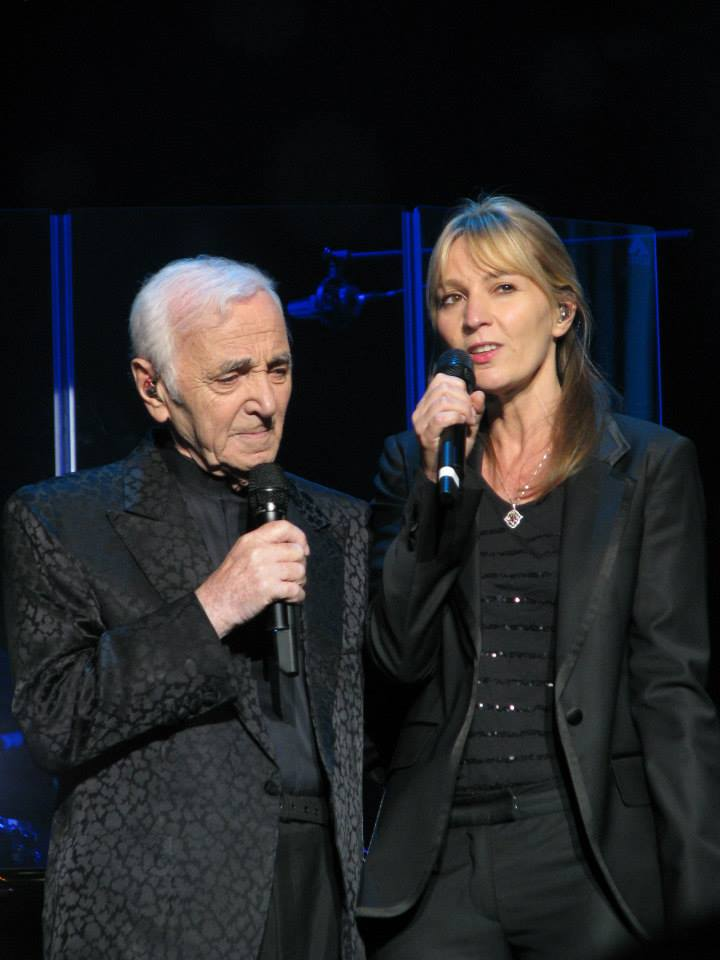
Aznavour con la figlia Katia nel 2014

In Italia ha collaborato con Giorgio Calabrese per quasi tutte le versioni italiane delle sue canzoni, e in parte con Sergio Bardotti, fino alla metà degli anni settanta; in seguito ha collaborato con Lorenzo Raggi e nel 1989 con Sergio Bardotti e Nini Giacomelli per l'intero album e CD Momenti sì, momenti no. Ha partecipato al Festivalbar 1972 con Quel che non si fa più (canzone poi divenuta colonna sonora di uno spot della Mulino Bianco); inoltre ha partecipato come ospite fuori gara al Festival di Sanremo 1981, presentando il brano Poi passa, e al Festival di Sanremo 1989 con la canzone Momenti sì, momenti no.
Nel 1989, scrive il testo di Pour toi Armenie, (musica di Georges Garvarentz), (For you Armenia versione statunitense), canzone incisa in 45 giri, a scopo umanitario per i bambini armeni. Charles Aznavour parlava correntemente l'armeno, lingua dei suoi genitori, ma non imparò mai a leggerlo e a scriverlo, non avendo frequentato scuole armene.
Molti interpreti della musica leggera italiana hanno inciso alcune sue canzoni; i primi furono Gino Paoli (Devi sapere, versione italiana di Il faut savoir) e Domenico Modugno (La mamma, inserita dal cantautore pugliese nel suo sedicesimo album Modugno, del 1964). Successivamente Ornella Vanoni (La bohème, incisa nel 1968 nell'album Ai miei amici cantautori, Après l'amour, L'amore è come un giorno, incisa nel 1970 nel suo LP Ah! L'amore l'amore, quante cose fa fare l'amore!), Iva Zanicchi (che all'artista ha dedicato nel 1971 un intero album, Caro Aznavour), Mina (Ed io tra di voi, incisa nel 1970 in ...quando tu mi spiavi in cima a un batticuore...), Gigliola Cinquetti (La bohème), Gipo Farassino (Porta Pila, versione di La bohème con testo in piemontese), Mia Martini, Enrico Ruggeri (A mia moglie), Renato Zero (L'istrione, incisa nel 2000 nel suo album Tutti gli Zeri del mondo), Franco Battiato (Ed io tra di voi, incisa nel 1999 in Fleurs), Massimo Ranieri (L'istrione, incisa nel 2006 in Canto perché non so nuotare... da 40 anni e Gilda Giuliani (Quel che non si fa più, incisa nel 1996 nel suo album Serena).
Nella saga Mobile Suit Gundam (serie televisiva anime del 1979) il nome del personaggio Char Aznable è chiaramente ispirato al nome di Charles Aznavour.
Muore nella sua vasca da bagno a causa di un edema polmonare il 1º ottobre 2018, all'età di 94 anni. I funerali si sono svolti il 6 ottobre all'Hôtel des Invalides a Parigi; alla cerimonia erano presenti il presidente francese Emmanuel Macron e gli ex presidenti francesi Nicolas Sarkozy e François Hollande, oltre alla famiglia e alcuni amici. Dopo la cerimonia ufficiale, il corteo funebre ha attraversato il centro di Parigi e centinaia di persone lo hanno applaudito lungo la strada. In seguito la bara è stata trasportata nel cimitero di Montfort-l'Amaury per essere sepolto nella tomba di famiglia.

## Carriera cinematografica
Esordì come attore cinematografico nel 1936 con La guerre des gosses, interpretando in seguito molti film, tra cui La fossa dei disperati (1959) di Georges Franju, Il passaggio del Reno (1960) di André Cayatte, Tirate sul pianista (1960) di François Truffaut, Viva la vita (1984) e Mangeclous (1988).

## Vita privata
Era cugino dell'attore statunitense Mike Connors. Dal 1967 fino alla morte nel 2018 fu sposato in terze nozze con Ulla Thorsell, svedese, da cui ebbe tre figli: Katia, Misha e Nicolas. I suoi due precedenti matrimoni, di breve durata, si erano conclusi entrambi col divorzio: dal primo nacque la figlia Seda (cantante e attrice come il padre), mentre dal secondo il figlio Patrick, morto a soli 25 anni.
La moglie di suo figlio Nicolas, Kristina, si occupa delle attività filantropiche della Aznavour Foundation.

## Filmografia

### Cinema
- La guerre des gosses, regia di Jacques Daroy (1936)
- Gli scomparsi di Saint Agil (Les disparus de St. Agil), regia di Christian-Jaque (1938)
- Adieu chérie, regia di Raymond Bernard (1946)
- Il était... trois chansons, cortometraggio, regia di Claude André Lalande (1947)
- Dans la vie tout s'arrange, regia di Marcel Cravenne (1952)
- Une gosse 'sensass', regia di Robert Bibal (1957)
- Paris Music Hall, regia di Stany Cordier (1957)
- C'est arrivé à 36 chandelles, regia di Henri Diamant-Berger (1957)
- La fossa dei disperati (La Tête contre les murs), regia di Georges Franju (1959)
- Dragatori di donne (Les Dragueurs), regia di Jean-Pierre Mocky (1959)
- Perché sei arrivato così tardi? (Pourquoi viens-tu si tard...), regia di Henri Decoin (1959)
- Il giovane leone (Oh! Qué mambo), regia di John Berry (1959)
- Il testamento di Orfeo (Le testament d'Orphée, ou ne me demandez pas pourquoi!), regia di Jean Cocteau (1960)
- Il passaggio del Reno (Le Passage du Rhin), regia di André Cayatte (1960)
- Tirate sul pianista (Tirez sur le pianiste), regia di François Truffaut (1960)
- Un taxi per Tobruk (Un Taxi pour Tobrouk), regia di Denys de La Patellière (1961)
- I leoni scatenati (Les lions sont lâchés), regia di Henri Verneuil (1961)
- Gosse de Paris, regia di Marcel Martin (1961)
- Horace - La terribile notte (Horace 62), episodio "Homicide point ne seras", regia di André Versini (1962)
- Le tentazioni quotidiane (Le Diable et les 10 commandements), regia di Julien Duvivier (1962)
- Le 4 verità (Les Quatre vérités), episodio "Les deux pigeons", regia di René Clair (1962)
- Tempo di Roma, regia di Denys de La Patellière (1963)
- Le vergini (Les Vierges), regia di Jean-Pierre Mocky (1963)
- Il sentiero dei disperati (Le rat d'Amérique), regia di Jean-Gabriel Albicocco (1963)
- Peccato nel pomeriggio, episodio di Alta infedeltà, regia di Elio Petri (1964)
- Sciarada alla francese (Cherchez l'idole), regia di Michel Boisrond (1964)
- Sotto il tallone (La Métamorphose des cloportes), regia di Pierre Granier-Deferre (1965)
- Le faiseur de rires, cortometraggio, regia di Jean-Claude Hechinger (1965)
- Un uomo e due donne (Paris au mois d'août), regia di Pierre Granier-Deferre (1966)
- Vado in guerra a far quattrini (Le Facteur s'en va-t-en guerre), regia di Claude Bernard-Aubert (1966)
- Caroline chérie, regia di Denys de La Patellière (1968)
- Candy e il suo pazzo mondo (Candy), regia di Christian Marquand (1968)
- Tempo di violenza (Le Temps des loups), regia di Sergio Gobbi (1970)
- L'ultimo avventuriero (The Adventurers), regia di Lewis Gilbert (1970)
- I formidabili (The Games), regia di Michael Winner (1970)
- Il bel mostro (Un Beau monstre), regia di Sergio Gobbi (1971)
- L'ultima rapina a Parigi (La Part des lions), regia di Jean Larriaga (1971)
- Chi ha il diritto di uccidere? (Les Intrus), regia di Sergio Gobbi (1972)
- The Blockhouse, regia di Clive Rees (1973)
- ...e poi, non ne rimase nessuno (And Then There Were None), regia di Peter Collinson (1974)
- Gli uomini falco (Sky Riders), regia di Douglas Hickox (1976)
- Pazzi borghesi (Folies bourgeoises), regia di Claude Chabrol (1976)
- Il tamburo di latta (Die Blechtrommel), regia di Volker Schlöndorff (1979)
- Ciao, les mecs, regia di Sergio Gobbi (1979)
- La montagna incantata (Der Zauberberg), regia di Hans W. Geissendörfer (1982)
- Qu'est-ce qui fait courir David?, regia di Élie Chouraqui (1982)
- I fantasmi del cappellaio (Les Fantômes du chapelier), regia di Claude Chabrol (1982)
- Une jeunesse, regia di Moshé Mizrahi (1983)
- Viva la vita (Viva la vie), regia di Claude Lelouch (1984)
- Yiddish Connection, regia di Paul Boujenah (1986)
- Mangeclous, regia di Moshé Mizrahi (1988)
- Il maestro, regia di Marion Hänsel (1990)
- Les années campagne, regia di Philippe Leriche (1992)
- Pondichéry, dernier comptoir des Indes, regia di Bernard Favre (1997)
- Le comédien, regia di Christian de Chalonge (1997)
- Segreti di famiglia (Laguna), regia di Dennis Berry (2001)
- Ararat - Il monte dell'Arca (Ararat), regia di Atom Egoyan (2002)
- Emmenez-moi, regia di Edmond Bensimon (2005)
- Ennemis publics, regia di Karim Abbou e Kader Ayd (2005)
- Mon colonel, regia di Laurent Herbiet (2006)

### Televisione
- Teuf-teuf – film TV (1963)
- Les fables de La Fontaine – serie TV, 1 episodio (1966)
- Die Fledermaus – film TV (1984)
- Le Paria – miniserie TV, 3 episodi (1985)
- Il ritorno di Ribot – miniserie TV, 3 episodi (1991)
- Il cinese (Le chinois) – miniserie TV, 6 episodi (1992)
- Maximum Exposure (Prigioniera di una vendetta) – miniserie TV, 4 episodi (1993)
- Police Secrets – serie TV, 1 episodio (1994)
- Sans cérémonie – film TV (1997)
- Les mômes – film TV (1999)
- Baldi – serie TV, 6 episodi (1995-2000)
- Judicaël – film TV (2001)
- Angelina – film TV (2002)
- Passage du bac – film TV (2002)
- Le père Goriot – film TV (2004)
- Le tourbillon de Jeanne – serie TV, 1 episodio (2013)

## Riconoscimenti

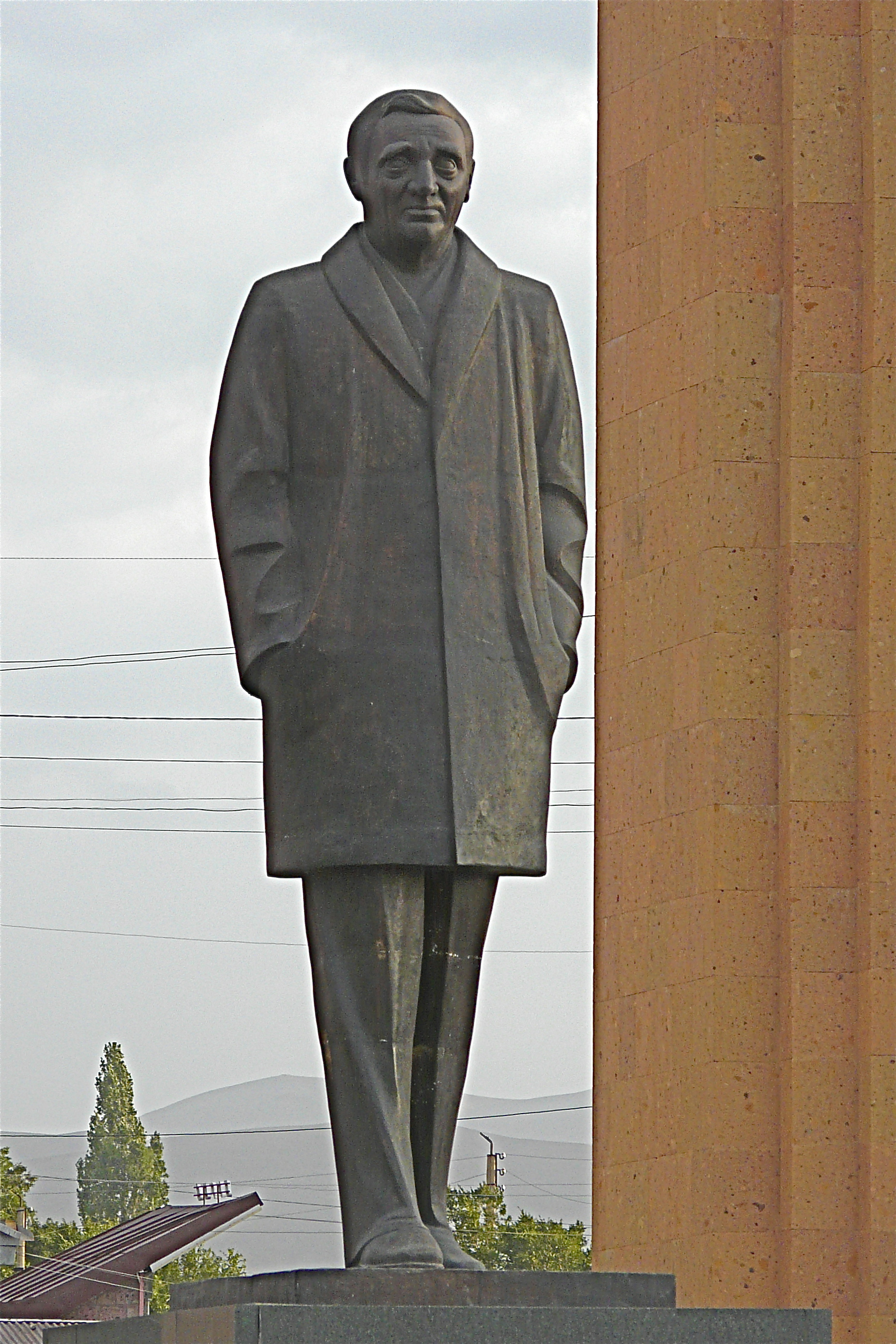
Monumento del cantante a Gyumri, Armenia

- 1959: Premio per l'interpretazione dell'Académie du Cinéma Français
- 1969: Premio Società Americana Compositori
- 1969: Medaglia Vermeille della Città di Parigi
- 1971: Leone d'oro al Festival di Venezia per Morire d'amore
- 1985: Gran Prix National des Arts et Lettres
- 1995: Grande Medaglia della canzone francese dall'Académie française
- 1995: Ambasciatore itinerante dell'Armenia presso l'UNESCO
- 1996: Inserito nella Hall of Fame dei cantanti
- 1997: César alla carriera
- 2001: Papa della canzone francese (Château Pape-Clément)
- 2002: Cittadino onorario di Montréal (Canada)
- 2004: Commendatore della Legione d'onore (ufficiale nel 1997)
- 2004: Eroe nazionale dell'Armenia
- 2005: Cittadino onorario di Cannes, Palma d'Oro della città
- 2006: Ambasciatore di Mantes-la-Jolie
- 2006: Premiato al Festival Internazionale del cinema di Città del Cairo
- 2008: Ufficiale dell'Ordine del Canada
- 2010: Premio Lunezia nel Mondo

## Doppiatori italiani
- Pino Locchi in Le tentazioni quotidiane, Il sentiero dei disperati, Alta infedeltà, Caroline chérie, Tempo di violenza, I fantasmi del cappellaio
- Riccardo Cucciolla in L'ultimo avventuriero, Il tamburo di latta
- Gianfranco Bellini in Dragatori di donne
- Ferruccio Amendola in Candy e il suo pazzo mondo
- Ugo Maria Morosi in Ararat - Il monte dell'Arca
- Luca Biagini in Tirate sul pianista (ridoppiaggio)[8]